# Sergio Battistini
Sergio Battistini (Massa, Italia, 7 de mayo de 1963) es un exfutbolista italiano, se desempeñaba como defensa y jugó para clubes de tamaño prestigio como el AC Milan, el Inter de Milán o la Fiorentina.
Debutando en enero de 1980 en el AC Milan en un partido contra el Udinese, Battistini jugó en el club rossonero hasta 1985, siendo sustituido en el equipo por el legendario Paolo Maldini. Con la selección de fútbol de Italia llegó a disputar 4 partidos y marcar un gol, participando en Los Ángeles 1984.

## Clubes
| Club              | País   | Año         | Partidos | Goles |
| AC Milan          | Italia | 1980 - 1985 | 162      | 29    |
| ACF Fiorentina    | Italia | 1985 - 1990 | 127      | 7     |
| FC Internazionale | Italia | 1990 - 1994 | 112      | 10    |
| Brescia           | Italia | 1994 - 1996 | 37       | 2     |
| Spezia            | Italia | 1996 - 1997 | 17       | 1     |

- Datos: Q1318816